# あさひ型護衛艦 (初代)
あさひ型護衛艦（あさひがたごえいかん、英語: Asahi-class destroyer escort）、海上自衛隊の護衛艦の艦級。アメリカ海軍のキャノン級護衛駆逐艦の貸与を受けて、1955年に再就役させたものである。

## 来歴
1951年（昭和26年）、連合国軍最高司令官マシュー・リッジウェイ大将は、連合国軍占領下の日本に対してパトロール・フリゲート（PF）および上陸支援艇（LSSL）を貸与することを提案した。これを受けて1952年4月26日、海上保安庁内において、これら軍艦の受け皿となるとともに将来の海軍の母体となるべく、海上警備隊が創設された。そして同年8月1日の保安庁の発足とともに、海上警備隊は海上保安庁の航路啓開部を吸収して警備隊に改組され、陸上部隊である警察予備隊（のちの保安隊）とともに保安庁の隷下に入り、本格的な再編制への体制が整えられることになった。
貸与艦艇のうち、PFは1953年中に18隻全艦が引き渡されて、くす型警備船として就役し、後の海上自衛隊護衛艦整備の出発点となった。警備隊発足年度である昭和27年度予算では、これらの警備船の運用基盤を整備するための支援船（水船や重油船など）の建造が優先され、戦闘艦艇の建造は行われなかった。続く昭和28年度より警備船の国内建造が着手されたものの、同年度での建造は、1,600トンの甲型警備船（DD; はるかぜ型）2隻と1,000トンの乙型警備船（DE; あけぼの・いかづち型）3隻に留められた。
その後、1954年5月14日に日米艦艇貸与協定が調印され、リヴァモア級駆逐艦とキャノン級護衛駆逐艦2隻ずつが貸与されることになった。このキャノン級を再就役させたのが本型である。なおリヴァモア級はあさかぜ型護衛艦となった。

## 設計・装備
海上自衛隊の護衛艦でディーゼル電気推進を採用したのは本型のみであったが、以後のディーゼル護衛艦の建造にはあまり影響を与えなかった。大きな上部構造物などにより、同時に貸与されたリヴァモア級（あさかぜ型）と同様に重心が高く、復原性能に問題があったが、あさかぜ型のように改善工事を行うことはなく、そのままの装備で最後まで運用された。
貸与後も装備は基本的に大戦中のままだったが、1959年にソナーを換装（「あさひ」はQCT-1から、また「はつひ」はQCS-1から、いずれもQHBaに）、1962年にはレーダーを国産のOPS-16に更新している。

## 同型艦

### 一覧表
| 艦番号 | 艦名   | 就役                                                                            | 貸与                      | 除籍                      | 供与後                                        |
| ------ | ------ | ------------------------------------------------------------------------------- | ------------------------- | ------------------------- | --------------------------------------------- |
| DE-262 | あさひ | 1943年 (昭和18年) 7月26日 アミック (USS Amick (DE-168)) として大西洋で転戦      | 1955年 (昭和30年) 6月14日 | 1975年 (昭和50年) 6月13日 | ダトゥ・シカトゥナ (BRP Datu Sikatuna (PF-5)) |
| DE-263 | はつひ | 1943年 (昭和18年) 8月29日 アザートン (USS Atherton (DE-169)) として大西洋で転戦 | 1955年 (昭和30年) 6月14日 | 1975年 (昭和50年) 6月13日 | ラジャ・フマボン (BRP Rajah Humabon (FF-11))  |

### 運用史

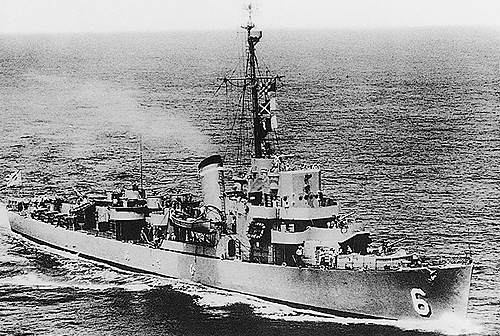
護衛艦「あさひ」
艦首の番号は第6護衛隊所属を示す。

1955年6月14日、ボストンで引渡しを受けた両艦は同日付で第6護衛隊を新編し、横須賀地方隊に編入された。ノーフォークで就役訓練を行った後、日本に回航され、11月25日に横須賀に入港した。
1956年3月1日、第6護衛隊は第1護衛隊群隷下に編成替え。1957年9月1日付の訓令に基づき艦種記号と艦番号が付与され、艦首の標記も隊番号から艦番号に変更された。
1960年10月1日、艦種分類改訂に伴い艦種を警備艦から護衛艦に改めた。なお同年1月16日付で第6護衛隊に護衛艦「わかば」が編入され3隻編成となったが、同艦は旧海軍駆逐艦「梨」の後身であり、操艦特性、装備等が米艦と全く異なるため、同一護衛隊にあって作戦行動を行うには運用上の問題があり、翌1961年4月1日には、再び2隻編成に戻された。
1960年12月1日、第3護衛隊群が新編され、第6護衛隊はくす型護衛艦（PF、タコマ級フリゲート）で編成された第3・4護衛隊とともに編入された。
1961年9月1日、護衛艦隊が新編されると、第3護衛隊群は、第1・2護衛隊群とともにその隷下に編入された。
1964年12月10日付で第6護衛隊は廃止となり、両艦とも同日付で練習艦隊第1練習隊に編入され、第一線を離れた。以後は練習艦任務に従事したが、老朽化に伴い1975年6月13日に揃って除籍・返還された。これにより海上自衛隊の貸与艦艇は全て姿を消したことになる。

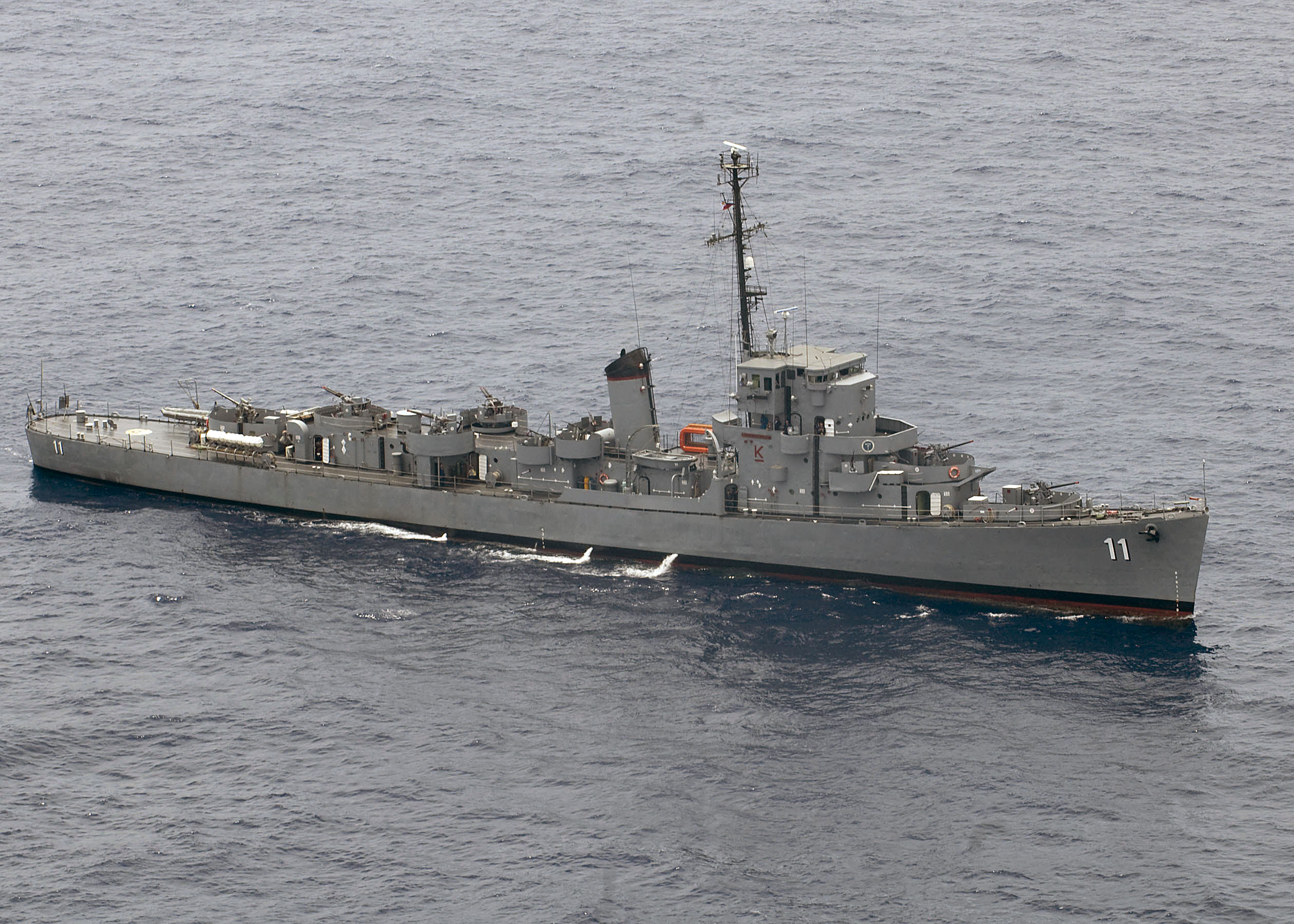
ラジャ・フマボン

両艦ともその後の1978年、フィリピン海軍に供与された。ダトゥ・シカトゥナ（Datu Sikatuna）と改名された「あさひ」は1988年に除籍されたが、ラジャ・フマボンとなった「はつひ」は一時退役したものの現役に復し、艦対艦ミサイル搭載を含む近代化改装も検討されたが実現しなかった。その後2011年にデル・ピラール級哨戒艦が就役を開始するまで、同国海軍最大の水上戦闘艦として活躍した。
ラジャ・フマボンはフィリピン海軍にあって長らく現役にあり、2016年4月29日には、ＡＤＭＭ+海洋安全保障実動訓練のため、フィリピンに寄港した護衛艦「いせ」と親善訓練を実施し、同年9月1日には、派遣海賊対処行動の任を終え帰国途上の護衛艦「ゆうだち」及び「ゆうぎり」と共同訓練を実施、さらには2017年に於いても護衛艦「いずも」との邂逅を果たしたが、2018年3月15日に長きにわたる現役生活を終えた。